# Lorenzo Centurione
Lorenzo Centurione (Génova, 1645 — Génova, 1735) foi o 143.º Doge da República de Génova e rei da Córsega.

## Biografia
Em 26 de setembro de 1715, o Grande Conselho elegeu-o como novo Doge da República de Génova, o nonagésimo oitavo na sucessão bienal e o n.º cento e quarenta e três na história republicana. Como Doge, ele também foi investido no cargo bienal de rei da Córsega. Terminado o mandato a 26 de setembro de 1717, Lorenzo Centurione ocupou outros cargos públicos. Ele morreu em Génova por volta de 1735.